# КУД „Никола Тесла” ГСП Београд
Културно уметничко друштво "Никола Тесла" ГСП Београд налази се у центру Београда, у Панчићевој улици бр. 3, на Дорћолу.

## Историјат
Друштво је основано 1926. године у Београду, као Певачко друштво, на иницијативу групе радника тадашње Управе трамваја и осветљења.
Исте године оснивачи су упутили писмо славном научнику са наших простора, Николи Тесли, у Америку са молбом да дозволи да Певачко друштво понесе његово име. После два месеца, велики, на свим меридијанима познат научник, Никола Тесла одговорио је оснивачима да му је изузетно драго што може да да сагласност. Уз одговор, Никола Тесла шаље и идејно решење амблема друштва.
За прославу десетогодишњице друштва Тесла шаље заставу са копљем. Она се и данас чува са поносом у просторијама КУД-а.
После добијене дозволе, рад друштва је добио нови замах у годинама које су следиле. Основане су нове секције, окупљани нови чланови, а 1946. године Културно уметничко друштво "Никола Тесла" било је проглашено за најбоље у Београду.
Друштво данас ради у оквиру Градског саобраћајног предузећа "Београд", које обезбеђује организaционе и материјалне услове за рад.

## Секције
У свом саставу КУД "Никола Тесла" има следеће секције: 

1.Ансамбли народних игара
- први извођачки ансамбл
- други (припремни) ансамбл
- омладински ансамбл
- дечији ансамбл
- ансамбл ветерана

2.Певачка група
- женска певачка група
- мушка певачка група

3.Оркестар 

4.Секција шпанских игара 

5.Књижевни клуб 

6.Ликовна секција

## Признања и награде
Последња, а једна од многобројних награда које је ово друштво освојило је Сребрни опанак на такмичењу КУД-ова Србије 2016. године "Златни опанак" у Ваљеву.

## Репертоар
Најбројнија секција КУД-а "Никола Тесла" од постанка негује живописни фолклор овог поднебља. 

Богатством репертоара, складом покрета, разиграним ритмом народних игара Србије и некадашње Југославије млади чланови фолклорног ансамбла 
су изазвали симпатије и овације на безбројним концертима. На гостовањима у разним земљама фолклорни ансамбл је на достојан начин репрезентовао богатство културног стваралаштва наших народа, а играчи су доносили у Београд признања и најлепше утиске.
Фолклорни ансамбл на свом репертоару има следеће кореографије: 
- Игре из Шумадије
- Јелашница (игре из околине Ниша)
- Банатски мотиви
- Буњевачке игре
- Влашке игре
- Шопске игре
- Игре из околине Димитровграда
- Игре са Југа
- Игре из околине Гњилана
- Игре из Македоније
- Комите
- Циганске игре
- Врањанска свита

Свака кореографија је урађена са оригиналним костимима, народним ношњама и аутентичном музиком и игром одређеног подручја.

## Оркестар
Народни оркестар и фолклорни ансамбл чине нераскидиву целину на концертима и фолклорним фестивалима. Звуцима оркестра придружује се игра фолклорног ансамбла, чинећи заједно кореографије базиране на аутентичним елементима. 

Народни оркестар у свом уметничком раду користи следеће инструменте: 
- Хармонику
- Кларинет
- Виолину
- Акустичну гитару
- Бас
- Фрулу
- Гоч (Тапан)